# Bäckasjön, Västergötland
Bäckasjön är en sjö i Askersunds kommun och Karlsborgs kommun i Västergötland och ingår i Motala ströms huvudavrinningsområde. Sjön har en area på 0,0847 kvadratkilometer och ligger 154,8 m ö.h.

## Delavrinningsområde
Bäckasjön ingår i det delavrinningsområde (651152-143744) som SMHI kallar för Rinner till 648861-144785. Avrinningsområdets medelhöjd är 137 m ö.h. och ytan är 30,75 kvadratkilometer. Det finns inga delavrinningsområden uppströms utan avrinningsområdet är högsta punkten. Delavrinningsområdets utflöde Motala Ström mynnar i havet. Delavrinningsområdet består mestadels av skog (89 procent). Avrinningsområdet har 2,64 kvadratkilometer vattenytor vilket ger avrinningsområdet en sjöprocent på 2,2 procent. Bebyggelsen i området täcker en yta av 1,76 kvadratkilometer eller 1 procent av avrinningsområdet.